# Xuxa em Sonho de Menina
Xuxa em Sonho de Menina é um filme infantil brasileiro de 2007, do gênero aventura e fantasia, dirigido por Rudi Lagemann e escrito por Flávio de Souza. O elenco conta com Xuxa Meneghel e Letícia Botelho, além das participações de  Carlos Casagrande, Alice Borges, Betty Lago, Dirce Migliaccio e Marcelo Adnet.
A produção foi realizada pela Conspiração Filmes e PlayArte, com distribuição pela Warner Bros. Pictures e Globo Filmes. A direção de fotografia ficou a cargo de André Horta e Paulo Souza, enquanto Ilana Brakarz atuou como produtora delegada, e Cecília Grosso e Katiuscha Mello na direção de produção. Este foi o primeiro filme de Xuxa que não teve a produção de Diler Trindade, após o fim da parceria entre Diler & Associados e Xuxa Produções em 2007.
A trama segue Kika, uma professora cujo sonho é ser atriz. Incentivada por sua amiga de infância, Lara, Kika decide ir ao Rio de Janeiro para uma audição. Um mal-entendido separa as amigas, e Kika acaba embarcando, por acidente, em um ônibus com crianças que estão indo ao Rio para uma prova de matemática. A partir daí, a viagem se desenrola em meio a aventuras, culminando com um feitiço que faz Kika voltar à infância.
O filme arrecadou R$ 1.814.152 nas bilheterias, com 309.174 espectadores, representando o menor desempenho de um filme estrelado por Xuxa desde Xuxa Requebra (1999). Sonho de Menina recebeu críticas variadas e não teve um lançamento no ano seguinte. Xuxa retornou ao cinema em 2009 com Xuxa e o Mistério de Feiurinha.

## Sinopse
Kika é uma professora que vem do interior para realizar seu sonho de ser atriz na cidade grande. Incentivada por sua amiga de infância, Lara, ela decide realizar um teste de elenco no Rio de Janeiro, mas perde sua carteira com todos os documentos e dinheiro. Já na rodoviária, ela conhece uma simpática senhora que decide ajudá-la a embarcar. Ao mesmo tempo, uma poderosa produtora de TV, Pandora, coloca policiais atrás de Kika por ela ter destruído seu cenário em um teste para um espetáculo teatral. A vovozinha, juntamente com sua neta Juju, decide ajudar a moça dando-lhe um bolo de maçã mágico que a transforma em criança novamente.
A partir daí, Kikinha começa uma longa aventura a bordo do ônibus Stromboli que está levando várias crianças para a capital carioca para um teste de matemática. Guiados pelo aloprado motorista Jeandro e pela rigorosa coordenadora da excursão, Tia Memélia, a menina começa uma viagem rumo ao Rio de Janeiro, mas o motor do ônibus quebra e eles são obrigados a se hospedar no Hotel Paratodos onde, além de conhecerem um pouco mais de si mesmos, se divertem como podem para passar o tempo.

## Elenco
- Xuxa Meneghel como Kika (Érica Cristina)
  - Letícia Botelho como Kikinha
- Carlos Casagrande como Ricardo
- Raquel Bonfante como Juju
- Dirce Migliaccio como  Vovó Deolinda
- Betty Lago como Pandora Raquel
- Alice Borges como Lara
- Ilana Kaplan como Tia Memélia
- Serjão Loroza como Jeandro
- Marcelo Adnet como Elói
- Milton Gonçalves como Diretor Severo
- Letícia Spiller como mãe de Kikinha
- Isabella Cunha como Vanessa
- Maria Clara David como Glorinha
- Gabrielly Nunes como Thayane
- Luan Assimos como Olavo
- Victor Andrade como Batata
- Gabriel Lepsch como Maicon Pereira (MP9)
- Gilberto Torres como Pai de Glória
- Alexandra Richter como Produtora estressada
- Álamo Facó como assistente do diretor 1
- Pablo Sanábio como assistente do diretor 2

## Produção
Assim como o filme Xuxa Gêmeas, Xuxa em Sonho de Menina foi inicialmente planejado para ser lançado nos anos 1990, com o título provisório de Xuxa Kid. O longa seria o primeiro filme de Xuxa gravado em inglês, com roteiro de Anna Penido (roteirista de Super Xuxa contra Baixo Astral) e direção de Amy Heckerling (conhecida por Olha Quem Está Falando e As Patricinhas de Beverly Hills). A produção seria realizada pela Columbia Pictures, em parceria com a Xuxa Produções e Dream Vision (atualmente Diler e Associados), com locações no Rio de Janeiro e em Nova York. Em setembro de 1993, foram realizadas seleções de atrizes mirins no Brasil e nos Estados Unidos para interpretar a versão infantil de Xuxa.
A trama giraria em torno de uma repórter de Nova York que viaja ao Brasil para entrevistar Xuxa, mas, após abrir uma caixinha dada por um fã, a apresentadora se transforma em criança. A versão infantil de Xuxa sofreria um acidente, perdendo a memória, e, a partir daí, vivenciaria diversas aventuras ao lado de crianças carentes.
As gravações estavam previstas para janeiro de 1994, com lançamento planejado para junho do mesmo ano, mas o projeto foi cancelado devido a problemas de saúde de Xuxa. O filme foi arquivado.
No ano 2000, houve uma nova tentativa de realizar o filme, desta vez com a participação de Sandy & Junior. Na nova versão, a dupla seria amiga da jovem Xuxa. As filmagens estavam agendadas para setembro, com lançamento previsto para dezembro. No entanto, a Globo Filmes vetou a participação da dupla, pois havia planos de lançar um filme protagonizado pelos irmãos, o que ocorreu em 2003 com o lançamento de Acquária.

## Recepção
Marcelo Forlani em sua crítica para o Omelete chamou o filme de "um pesadelo". Diego Benevides em sua revisão para o Cinema com Rapadura destacou: "A tortura anual de filmes da Xuxa presenteia este período natalino com 'Xuxa Em Sonho de Menina', mais uma investida fracassada da apresentadora infantil no cinema." Nathália Salomoni do Cineclick disse que o filme "mantém as características de seus filmes anteriores. Tirando os cantores e o vasto elenco global que não são encontrados nessa produção, é seguido o padrão das anteriores: aventura, um romance de leve, crianças e um vilão medonho. Se você é fã da rainha, aproveite e não deixe de assistir. Caso contrário, não será desta vez que passará a apreciá-la."